# 克拉倫斯的菲莉琶
克拉倫斯的菲莉琶（英語：Philippa of Clarence，1355年8月16日—1382年1月5日），阿爾斯特女伯爵，克拉倫斯公爵萊昂內爾的獨女、愛德華三世的孫女。

## 家庭
1369年，菲莉琶與馬奇伯爵愛德蒙·莫蒂默結婚，兩人共有2子2女：
1. 伊莉莎白（英语：Elizabeth Mortimer）（1371年—1417年）
2. 羅傑（1374年—1398年）
3. 菲莉琶（1375年—1400年）
4. 愛德蒙（英语：Edmund Mortimer (rebel)）（1376年—1409年）